# Ligadura (teoría de nudos)

El nudo borromeo, una ligadura con tres componentes, cada una equivalente a un nudo trivial

En la teoría de nudos matemática, una ligadura (o también enlace o vínculo) es una colección de nudos que no se cruzan, pero que pueden estar enlazados (o anudados) entre sí. Un nudo se puede describir como una ligadura con un componente. Las ligaduras y nudos se estudian en una rama de las matemáticas llamada teoría de nudos. En esta definición está implícito que hay una ligadura de referencia trivial, generalmente llamada desenlazado, pero la palabra también se usa a veces en un contexto en el que no existe la noción de un enlazado trivial.
Por ejemplo, una ligadura con codimensión 2 en un espacio tridimensional es un subespacio de un espacio euclídeo tridimensional (o a menudo, de una 3-esfera) cuyos componentes conexos son homeomórficos a un círculo.
El ejemplo no trivial más simple de una ligadura con más de un componente se conoce como eslabón de Hopf, que consta de dos circunferencias (o nudos triviales) unidos entre sí una vez. Los círculos en los nudos borromeos están vinculados colectivamente a pesar de que ninguno de ellos está vinculado directamente. Los anillos borromeos forman así un enlace brunniano y, de hecho, constituyen la ligadura más simple.

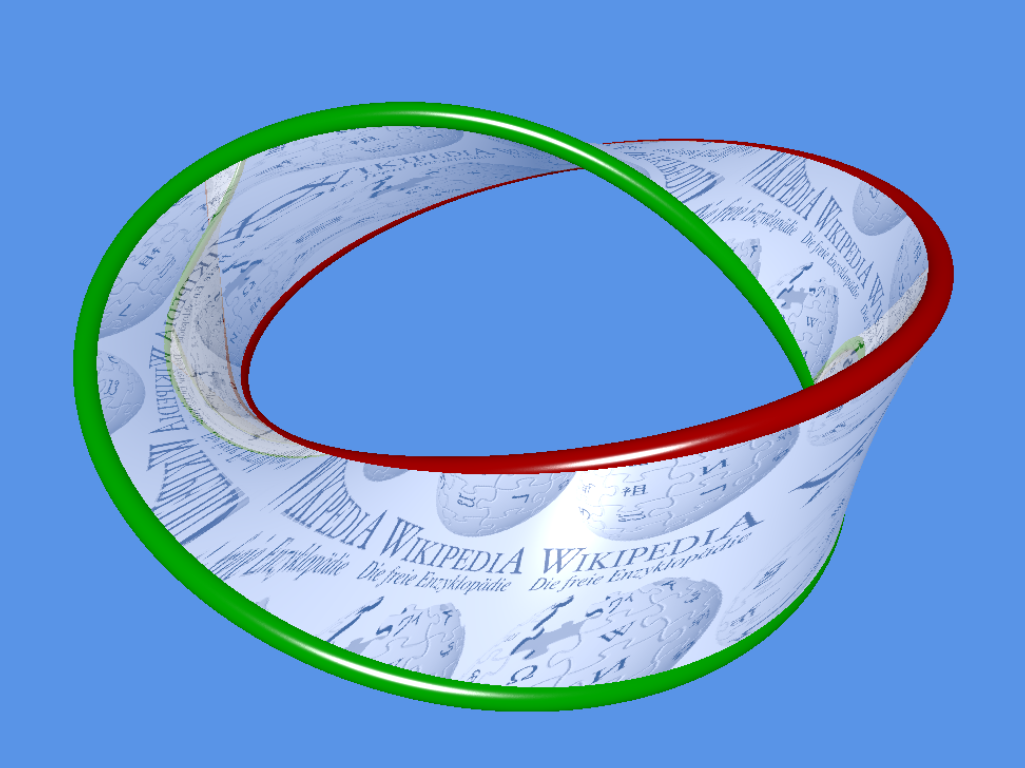
Un enlace de Hopf atravesado por un anillo retorcido

Nudo de trébol ligado con una circunferencia

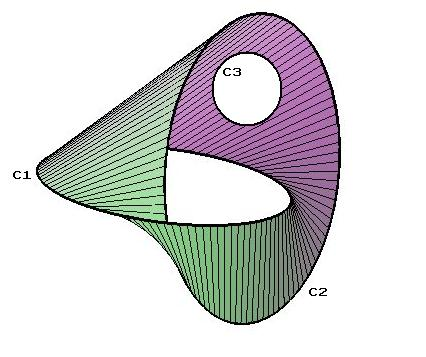
El eslabón de Hopf es cobordante con el desenlazado

Ligadura tórica (2,8)

## Generalizaciones
La noción de ligadura o vínculo se puede generalizar de varias maneras.

### Colectores generales
Con frecuencia, la palabra ligadura se usa para describir cualquier subvariedad de la esfera {\displaystyle S^{n}} difeomorfa con respecto a una unión disjunta de un número finito de esferas, {\displaystyle S^{j}}.
En general, la palabra ligadura es esencialmente la misma que la palabra nudo: el contexto es que se tiene una subvariedad M de una variedad N (considerada como trivialmente incrustada) y una incrustación no trivial de M en N, no trivial en el sentido de que la segunda incrustación no es isótopa con respecto a la primera. Si M está desligada, la incrustación se denomina enlace (o se dice que está enlazada). Si M está conectado, se llama nudo.

### Enredos, eslabones y trenzas
Si bien las ligaduras (unidimensionales) se definen como incrustaciones de circunferencias, a menudo es interesante y especialmente útil desde el punto de vista técnico considerar intervalos incrustados (hebras), como en el grupo de trenzas.
En general, se puede considerar un enredo como una incrustación
{\displaystyle T\colon X\to \mathbf {R} ^{2}\times I}
de una 1-variedad compacta (suave) con límite {\displaystyle (X,\partial X)} en el plano multiplicado por el intervalo {\displaystyle I=[0,1],} tal que el límite {\displaystyle T(\partial X)} está incrustado en
{\displaystyle \mathbf {R} \times \{0,1\}} ({\displaystyle \{0,1\}=\partial I}).
El tipo de una enredo es la variedad X, junto con una incrustación fija de {\displaystyle \partial X.}
Concretamente, una variedad 1 compacta conexa con límite es un intervalo {\displaystyle I=[0,1]} o un círculo {\displaystyle S^{1}} (la compacidad descarta el intervalo abierto {\displaystyle (0,1)} y el intervalo semiabierto {\displaystyle [0,1),}, ninguno de los cuales produce incrustaciones no triviales ya que el extremo abierto significa que pueden ser reducidos a un punto), por lo que una variedad 1 compacta que puede ser inconexa es una colección de n intervalos {\displaystyle I=[0,1]} y m círculos {\displaystyle S^{1}.} La condición de que el límite de X se encuentra en
{\displaystyle \mathbf {R} \times \{0,1\}}
implica que los intervalos conectan dos rectas o conectan dos puntos en una de las rectas, pero no impone condiciones a los círculos. Se pueden ver los enredos como si tuvieran una dirección vertical (I), que se encuentran entre y posiblemente conectando las dos líneas rectas
({\displaystyle \mathbf {R} \times 0} y {\displaystyle \mathbf {R} \times 1}),
y luego ser capaz de moverse en una dirección horizontal bidimensional ({\displaystyle \mathbf {R} ^{2}})
entre estas líneas. Luego es posible proyectarlas para formar un diagrama de enredo, análogo a una entidad propia de la teoría de nudos.
Los enredos incluyen eslabones (si X consiste solo en círculos), trenzas y otros elementos, como por ejemplo un hilo que conecta las dos líneas juntas con un círculo enlazado a su alrededor.
En este contexto, una trenza se define como un enredo que siempre desciende, cuya derivada siempre tiene una componente distinta de cero en la dirección vertical ("I"). En particular, debe consistir únicamente en intervalos, y no doblarse sobre sí misma. Sin embargo, no se especifica en qué parte de la línea se encuentran los extremos.
Un eslabón de cadena es un enredo que consiste solo en intervalos, y los extremos de cada hilo deben estar en (0, 0), (0, 1), (1 , 0), (1, 1), (2, 0), (2, 1), ... – es decir, conectando los enteros, y terminando en el mismo orden en que comenzaron (se puede usar cualquier otro conjunto fijo de puntos). Si tiene ℓ componentes, se denomina una ligadura de cadena de "ℓ" componentes. Un eslabón de cadena no necesita ser una trenza; puede doblarse sobre sí mismo, como un eslabón de cadena de dos componentes que presenta un nudo simple. Una trenza que también es un enlace de cadena se llama grupo de trenzas y se corresponde con la noción habitual.
El valor técnico clave de los enredos y las ligaduras de cuerdas es que tienen una estructura algebraica. Las clases de isotopía de los enredos forman una categoría monoidal, donde para cacterizar la estructura de categorías, se pueden componer dos enredos si el extremo inferior de uno es igual al extremo superior del otro (para que los límites se puedan unir), apilándolos (aunque no forman literalmente una categoría -puntualmente- porque no hay identidad, ya que incluso un enredo trivial ocupa espacio vertical), pero hasta la isotopía lo hacen. La estructura tensorial está dada por la yuxtaposición de enredos, colocando un enredo a la derecha del otro.
Para un ℓ fijo, las clases de isotopía de los enlaces de cadenas de ℓ componentes forman un monoide (se pueden componer todos los enlaces de cadenas con ℓ-componentes, y hay una identidad), pero no un grupo, ya que las clases de isotopía de los enlaces de cadenas no necesitan tener inversas. Sin embargo, las clases de concordancia (y, por lo tanto, también las clases de homotopía) de los enlaces de cadena tienen inversas, donde la inversa se da al voltear el enlace de cadena al revés, y así formar un grupo.
Cada enlace se puede cortar para formar un enlace de cadena, aunque esto no es único, y las invariantes de enlaces a veces pueden entenderse como invariantes de enlaces de cadena; este es el caso de los invariantes de Milnor, por ejemplo. Su estructura se puede comparar con la del grupo de trenzas.